# Panzer

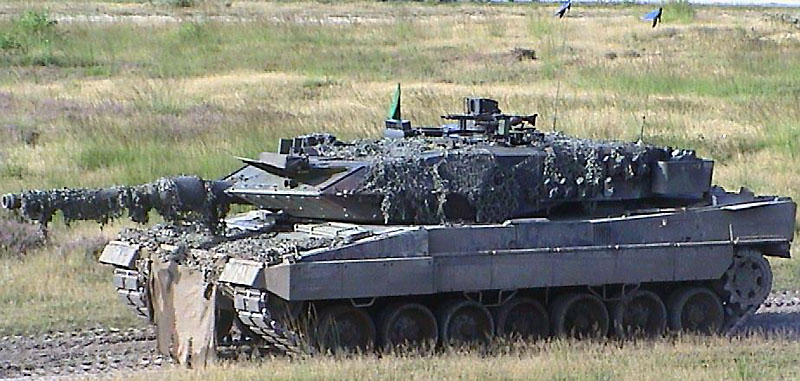
Xe tăng chiến trường (Kampfpanzer) Leopard 2, một loại xe tăng chủ lực hiện đại của Đức

Panzer (/ˈpænzər/) trong tiếng Đức có nghĩa là "bọc giáp". Trong một vài trường hợp, thuật ngữ này còn được dùng để chỉ các đơn vị thiết giáp của Đức như Sư đoàn Panzer (panzer division).. Trong tiếng Việt, Panzer dùng để chỉ các loại xe tăng chiến đấu nổi tiếng của quân Đức trong Thế chiến thứ hai. Tên đầy đủ của loại xe tăng này là Panzerkampfwagen (tạm dịch: phương tiện chiến đấu bọc giáp).

## Lịch sử

Cấu tạo xe tăng Panzer

Chiến thuật chính của quân Đức trong Thế chiến thứ hai là sử dụng các loại xe tăng di chuyển với tốc độ cực nhanh với sự hỗ trợ của bộ binh, pháo binh và máy bay ném bom, tất cả tập trung tấn công thọc sâu vào một vị trí phòng thủ của quân địch nhằm gây hoảng loạn cho quân thù (chiến thuật chiến tranh chớp nhoáng - Blitzkrieg). Chiến thuật này được phát minh bởi John Fuller, vốn là chỉ huy của quân đoàn tăng của Anh, Fuller vô cùng thất vọng khi chứng kiến tác dụng của xe tăng sử dụng trong các trận chiến của Thế chiến thứ nhất. Ông này đề ra ý tưởng chế tạo một loại xe tăng có khả năng di chuyển cơ động trên diện rộng, trang bị động cơ mạnh và các loại pháo uy lực. Ý tưởng này được ông ta ghi lại chi tiết trong cuốn sách Reformation of war (1923) và Foundation of the Science of War (1926).

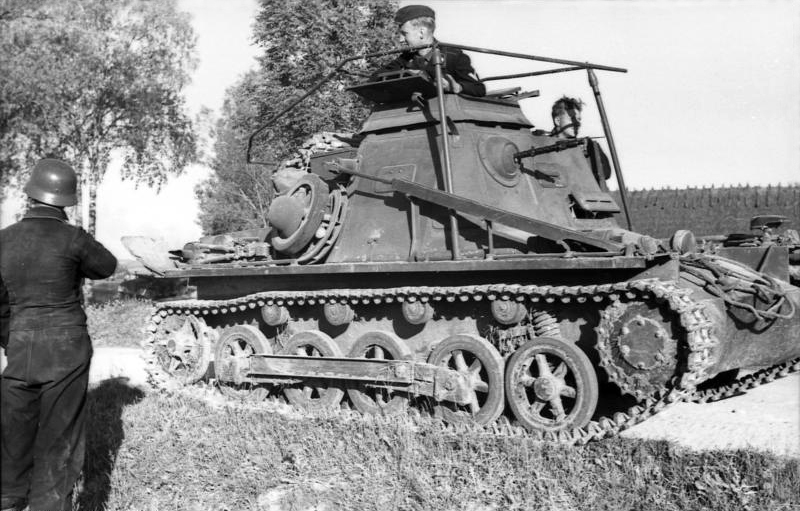
Panzer I trên chiến trường Nga.

Ý tưởng của Fuller đã bị Quân lực Hoàng gia Anh bỏ qua, nhưng người Đức đã nhanh chóng tiếp thu ý tưởng này và lãnh đạo quân đội Đức đã yêu cầu chính phủ cho phép nghiên cứu sản xuất các loại xe tăng mới vào năm 1926. Các loại xe tăng này cho phép áp dụng chiến thuật chiến tranh chớp nhoáng của Đức trong Thế chiến thứ hai.

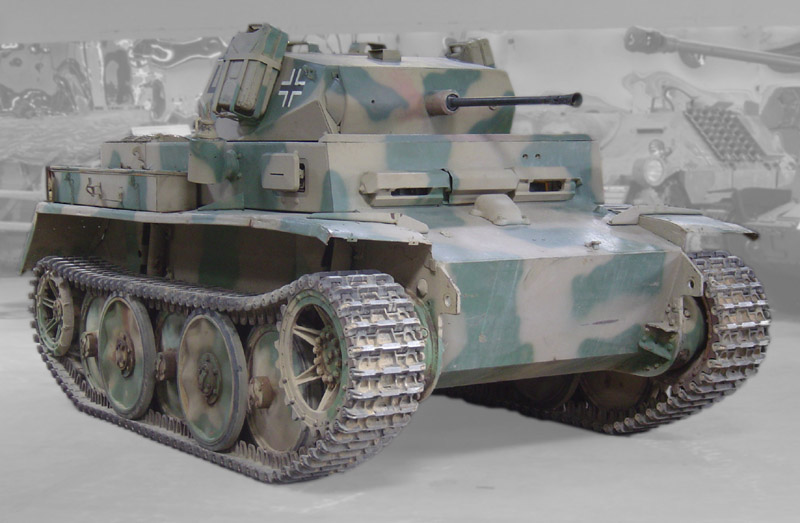
Xe tăng Panzer II Ausf.L tại Bảo tàng thiết giáp Saumur.

Sau khi Adolf Hitler lên nắm quyền lực vào năm 1933, chính phủ Đức tiến hành dự án sản xuất xe tăng. Đến mùa xuân năm 1934, quân Đức bắt đầu được trang bị loại xe tăng Panzer I. Một năm sau đó, xe tăng Panzer II cũng bắt đầu được xuất xưởng. Xe tăng Panzer II nặng 7,2 tấn bao gồm một đội lái ba người, được trang bị pháo 20 mm và một súng máy trên tháp pháo. Panzer II được trang bị động cơ 130 mã lực và có thể di chuyển với tốc độ 25 dặm/giờ. Loại xe tăng này được tiếp tục nâng cấp vào năm 1937, và được đưa vào sản xuất với quy mô lớn, loại xe tăng cải tiến nặng 9,5 tấn và có động cơ 140 mã lực.
Panzer III được cũng được xuất xưởng vào năm 1937, được thiết kế bởi Daimler-Benz, nó có động cơ 230 mã lực, tổ lái 5 người, nặng 15 tấn và trang bị pháo 37 mm.
Panzer IV được giới thiệu vào năm 1937 và được xem là xe tăng chủ lực của lực lượng tăng Panzer. Thế hệ Panzer IV này do Krupp thiết kế có trọng lượng 17,3 tấn và được trang bị pháo 75 mm, 2 súng máy và một tổ lái 5 người. Lớp giáp bảo vệ dày từ 8–30 mm. Động cơ 230 mã lực cho phép xe tăng có thể di chuyển ở tốc độ 18 dặm/giờ.

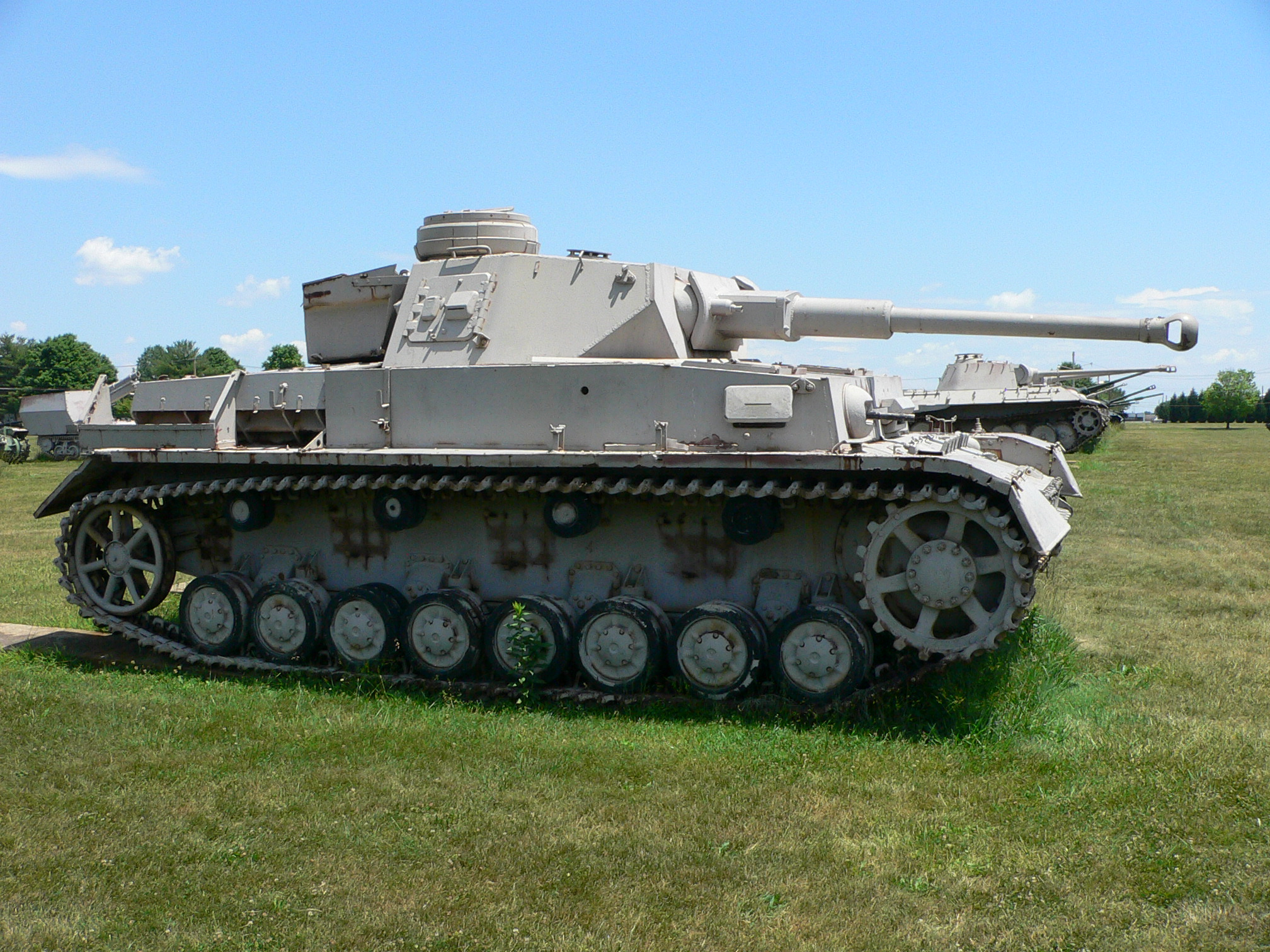
Xe tăng Panzer IV

Trong suốt cuộc xâm lược Ba Lan vào tháng 9 năm 1939, Panzer I tỏ ra kém hiệu quả, Panzer II và III tỏ ra đáng tin cậy nhưng vẫn có khả năng tác chiến hạn chế. Tuy nhiên, Panzer IV cho thấy sức mạnh hoàn hảo của nó với sự kết hợp của tốc độ, sự linh hoạt, hỏa lực. Trong vài năm tiếp theo, Đức đã sản xuất hơn 9.000 xe tăng loại này.